# Petar Stoyanov
Petar Stefanov Stojanov (Plovdiv, 25 de maio de 1952) é um político búlgaro que foi presidente da Bulgária de 1997 a 2002. Ele foi eleito candidato da União das Forças Democráticas (UDF). Ele não teve sucesso nas próximas eleições presidenciais e após deixar o cargo, absteve-se de política por um tempo, tornando-se posteriormente, deputado em 2005 e foi presidente da UDF de 1 de outubro de 2005 a 22 de maio de 2007.
Petar Stoyanov perdeu as eleições presidenciais em 2001. No primeiro turno da votação de 2001, terminou em segundo lugar, com o candidato socialista Georgi Parvanov que conquistou 36,3%, contra 34,9% de Stoyanov e 19,2% de Bogomil Bonev. Stoyanov perdeu o segundo turno para Parvanov 46,7% para 53,3%.